# マルチン・ヤヌシュ
マルチン・ヤヌシュ（Marcin Janusz、1994年7月31日 - ）は、ポーランドの男子バレーボール選手。ポーランド代表。

## 来歴

### クラブチーム
ノヴィ・ソンチ出身。2010年、STSドゥナイェツ・ノヴィ・ソンチへ入団しバレーボール選手としてのキャリアをスタートさせる。2011/12シーズンのプラスリーガの強豪スクラ・ベウハトゥフに移籍し、リーグ優勝を経験した。2012/13シーズンからAZSチェンストホヴァで2年間プレーした。2015/16シーズンより再びスクラ・ベウハトゥフでプレーし、2017/18シーズンのリーグ優勝を果たした。また、ポーランドカップではベストセッター賞を受賞した。2018/19シーズンから3年間はトレフル・グダニスクでプレーした。2021/22シーズンはGrupa Azoty ZAKSAケンジェジン＝コジレと契約し、プラスリーガとポーランドカップ優勝に大きく貢献し、リーグではベストセッター賞を、ポーランドカップではMVPに選ばれた。

### 代表チーム
2018年、ポーランド代表に初選出された。2019年、ネーションズリーグに出場し銅メダルを獲得した。2022年、地元開催となった世界選手権のメンバーに選出され、銀メダルを獲得した。

## 球歴
- 世界選手権 - 2022年
- ネーションズリーグ - 2019年、2021年、2022年
- オリンピック - 2024年

## 受賞歴
- 2018年 - ポーランドカップ ベストセッター賞
- 2022年 - ポーランドカップ MVP
- 2022年 - 2021/22ポーランド・プラスリーガ ベストセッター賞

## 所属クラブ
- STSドゥナイェツ・ノヴィ・ソンチ（2010-2011年）
- スクラ・ベウハトゥフ（2011-2012年）
- AZSチェンストホヴァ（2012-2014年）
- KPSキェルツェ（2014-2015年）
- スクラ・ベウハトゥフ（2015-2018年）
- トレフル・グダニスク（2018-2021年）
- Grupa Azoty ZAKSA Kędzierzyn-Koźle（2021年-）